# Kalimantan

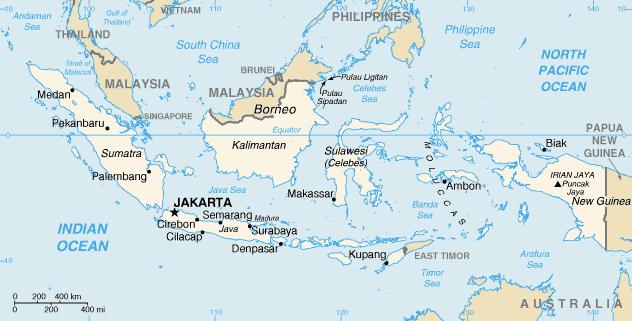
Kalimantan est la partie indonésienne de l'île de Bornéo, au centre-ouest de la carte.

Kalimantan est la partie indonésienne de l'île de Bornéo, environ 73 % de la superficie de l'île.

## Toponymie
Le mot Kalimantan est emprunté à l'indonésien, langue dans laquelle il désigne l'ensemble de l'île de Bornéo. Il dérive du sanskrit Kalamanthana (« île au climat brûlant »), composé de kal[a] (« temps, saison, période ») et manthan[a] (« tourner, bouillir, brûler »).

## Divisions administratives
Kalimantan est divisée en cinq provinces.

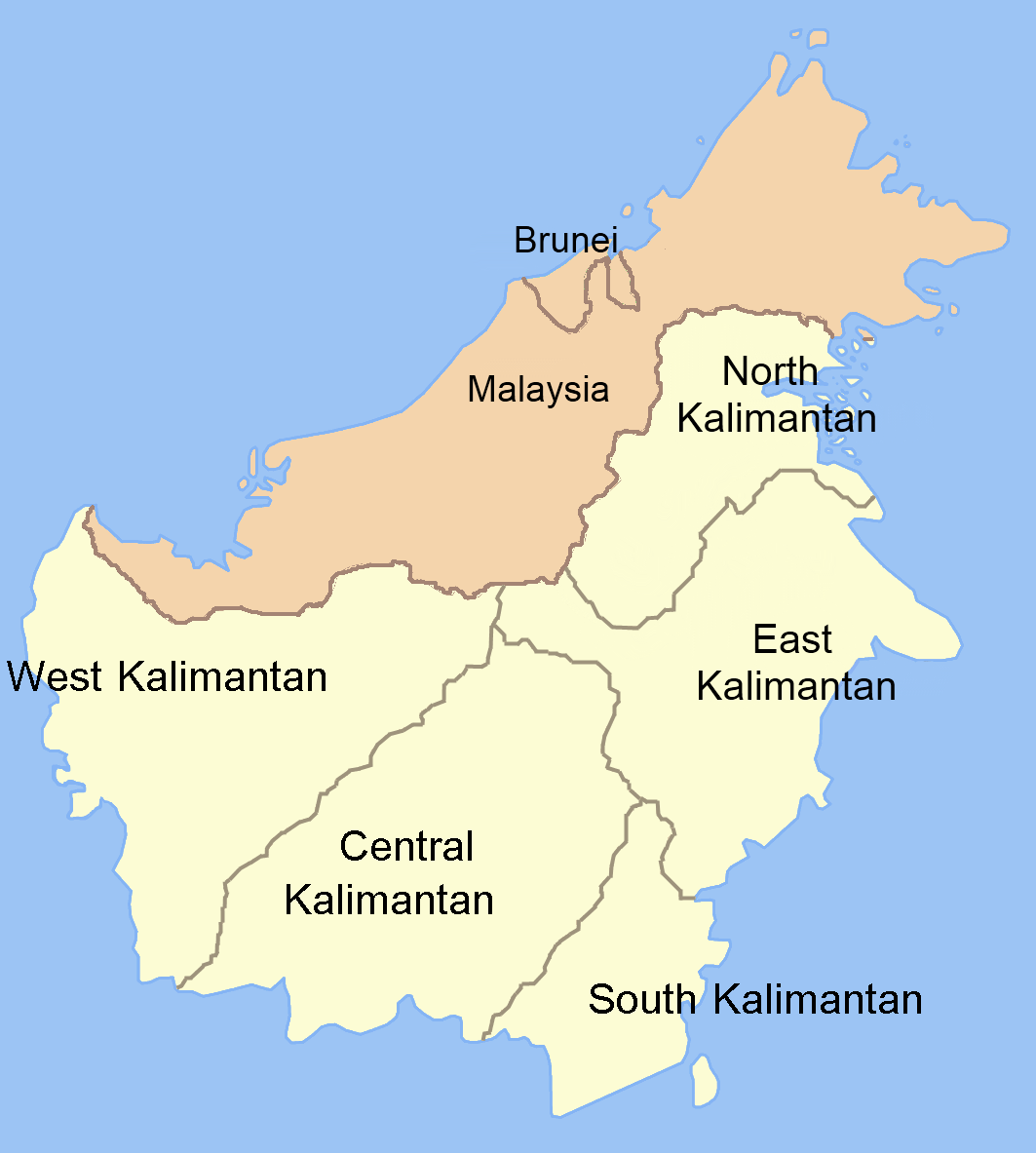
Carte de Bornéo. Les cinq provinces de Kalimantan sont indiquées en jaune clair.

| Province                                 | Capitale      | Superficie (km2) | Population (hab.) | Densité (hab./km2) |
| ---------------------------------------- | ------------- | ---------------- | ----------------- | ------------------ |
| Kalimantan Timur (Kalimantan oriental)   | Samarinda     | 129 066          | 3 619 700         | 28,0               |
| Kalimantan Barat (Kalimantan occidental) | Pontianak     | 147 307          | 5 045 700         | 34,3               |
| Kalimantan Selatan (Kalimantan du Sud)   | Banjarmasin   | 43 546           | 4 216 300         | 96,8               |
| Kalimantan Tengah (Kalimantan central)   | Palangka Raya | 153 564          | 2 649 800         | 17,3               |
| Kalimantan Utara (Kalimantan du Nord)    | Tanjung Selor | 71 177           | 695 600           | 9,8                |
| Total                                    |               | 544 660          | 16 227 100        | 29,8               |

## Géographie humaine

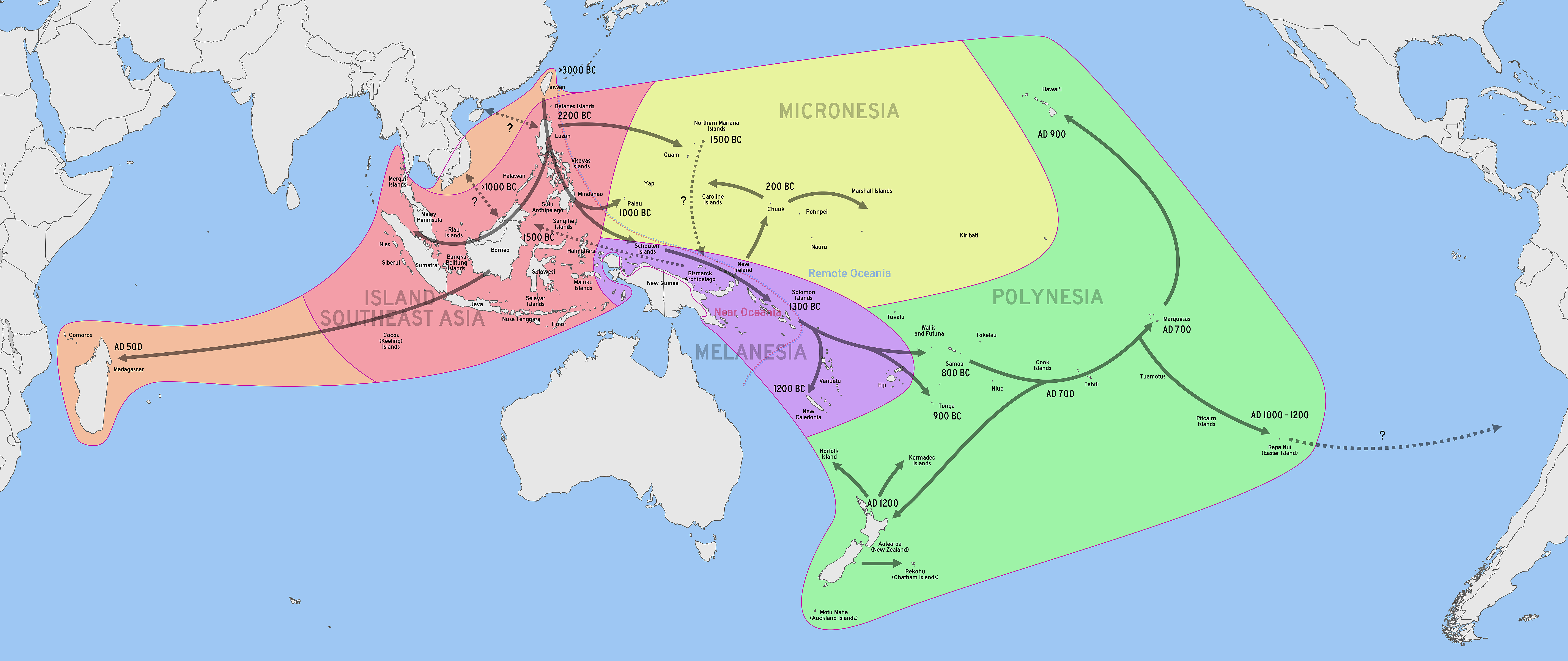
Chronologie de la dispersion austronésienne.

Il y a 5 000 ans, des habitants du littoral de la Chine du sud commencent à traverser le détroit pour s'installer à Taïwan. Vers 2000 av. J.-C., des migrations ont lieu de Taïwan vers les Philippines. De nouvelles migrations commencent bientôt des Philippines vers les Célèbes et Timor, et, de là, vers les autres îles de l'archipel indonésien. 
Vers 1500 av. J.-C., un autre mouvement mène des Philippines en Nouvelle-Guinée et au-delà, les îles du Pacifique. 
Les Austronésiens sont sans doute les premiers navigateurs de l'histoire de l'humanité.
Les habitants de Bornéo sont issus de ces migrations. On a tendance à les répartir en deux grandes catégories : ceux qui peuplent le littoral et ceux qui habitent l'intérieur.
Dans les zones côtières, on trouve les Malais (orang Melayu), qui se distinguent eux-mêmes localement par de fortes particularités. Outre la langue malaise, les Malais se distinguent surtout par l'adhésion à l'islam. Cela dit, nombre de Malais descendent en fait de Dayaks islamisés, qui se sont ensuite mêlés à des immigrants d'autres îles de l'archipel comme Java, Sumatra ou Célèbes. Cette identification à l'islam permet également à ces Malais de se différencier (et parfois de s'opposer) des Indonésiens d'origine chinoise, qui contrôlent une partie importante des activités économiques de la région.
À l'intérieur des terres, on trouve les peuples dayaks (constitués de plusieurs dizaines d'ethnies différentes) qui continuent à pratiquer les langues et les cultures d'origines de leurs ancêtres, quoiqu'ayant adopté différents éléments extérieurs, dont le christianisme.

## Histoire

### Préhistoire
Probablement habitée dès le Paléolithique inférieur, l'île possède l'un des gisements préhistoriques les plus importants de cette région.
En 2000, l'université de Leicester a lancé le « Niah Cave Project », destiné à permettre aux archéologues de réexaminer la stratigraphie du site archéologique le plus célèbre d'Asie du Sud-Est, les grottes de Niah dans les forêts côtières de Sarawak. 
Dans les années 1950 et 1960, deux Anglais, Tom et Barbara Harrisson, y avaient mené des premières excavations. 
Parmi leurs découvertes se trouvait notamment un crâne humain que le radiocarbone a daté d'environ 40 000 ans. 
Il s'agissait des plus anciennes traces de présence humaine à Bornéo, bien antérieure à l'arrivée des Austronésiens. 
Les Harrisson pensaient que le site avait été occupé sans interruption jusqu'à nos jours. Toutefois, leurs excavations n'avaient pas fait l'objet d'un inventaire systématique, et de grandes incertitudes demeuraient sur leurs résultats. 
Les trois premières campagnes (septembre 2000, avril 2001 et avril 2002) apportent des éléments importants pour la connaissance de l'histoire du peuplement de l'Asie du Sud-Est, en particulier sur la date de l'arrivée de l'homme moderne à Bornéo en route pour l'Australie.
Par ailleurs, plusieurs grottes ornées de peintures rupestres (empreintes de mains en négatif, bovidés, cerfs et quelques représentations anthropomorphiques) ont été découvertes dans l'est de Kalimantan ; ces peintures, datées approximativement de 20 000 ans avant l'ère chrétienne et présentant des analogies formelles avec l'art rupestre ancien des aborigènes d'Australie, pourraient modifier les théories jusqu'à présent admises sur la chronologie du peuplement de l'Asie du Sud-Est, en montrant que l'influence pré-austronésienne s'est étendue beaucoup plus à l'ouest qu'on ne pensait.
Quoi qu'il en soit, il y a 5 000 ans (3000 av. J.-C.), des habitants du littoral de la Chine du sud commencent à traverser le détroit pour s'installer à Taïwan. Vers 2000 av. J.-C., des migrations ont lieu de Taïwan vers les Philippines. De nouvelles migrations commencent bientôt des Philippines vers Célèbes et Timor et de là, les autres îles de l'archipel indonésien, dont Bornéo.

### Période classique
C'est à Bornéo qu'on a trouvé les plus anciennes inscriptions d'Indonésie connues à ce jour, dans la région de Kutai dans la province de Kalimantan oriental. Écrites en alphabet pallava, elles figurent sur quatre poteaux sacrificiels de pierre (appelés yupa en sanscrit) qu'on a datés des environs de 400 apr. J.-C. Elles louent la générosité du roi Mulawarman (en), fils d'Aswawarman, envers les brahmanes. On n'a plus de trace dans cette région pour les 1 000 années qui suivent.
Les noms de Banjarmasin (Kalimantan du Sud) et Kutai sont attestés dès le XIVe siècle apr. J.-C. Le Nagarakertagama, un poème épique écrit en 1365 dans le royaume javanais de Majapahit, les mentionne parmi les quelque cent « contrées tributaires » du royaume. En réalité, le territoire contrôlé par Majapahit ne s'étendait que sur une partie de l'est et du centre de Java. Les « contrées tributaires » étaient en fait des comptoirs formant un réseau commercial dont Majapahit était le centre. Majapahit y envoyait des dignitaires dont le rôle était de s'assurer que ces comptoirs ne s'adonnaient pas à un commerce privé qui échapperait au royaume.

### Arrivée des Européens
En 1606, la VOC (Vereenigde Oostindische Compagnie ou « Compagnie néerlandaise des Indes orientales ») ouvre un comptoir à Banjarmasin. Dans les années 1620, le sultan Agung de Mataram à Java veut attaquer Banjarmasin et demande le soutien naval de la VOC, qui le lui refuse. Banjarmasin devient finalement vassal de Mataram mais s'en affranchit en 1659.
En 1733, une flotte de pirates Bugis attaque sans succès Banjarmasin. Le déclin de la VOC à la fin du XVIIIe siècle permet une renaissance des réseaux commerciaux asiatiques, musulmans et chinois, favorisant le développement de Banjarmasin.
En 1800, le gouvernement néerlandais reprend les actifs de la VOC, déclarée en faillite. À partir de 1815, les Néerlandais combattent les "pirates malais" qui pillent notamment les côtes de Java. Ces campagnes servent de prétexte à attaquer les sultanats malais, dont Banjarmasin. Entre 1817 et 1821, le sultan de Banjarmasin doit céder des territoires aux Néerlandais, qui commencent à y exploiter des mines de charbon en 1846.
Dans les années 1840, un aventurier anglais, James Brooke, se met au service du sultan de Brunei dans le nord de Bornéo, objet d'attaques de pirates et de rébellions de populations de l'intérieur. Les Néerlandais y voient une menace pour leurs propres visées expansionnistes à Bornéo. Ils signent des traités avec les différents États de la côte, dont le sultanat de Pontianak. Cet intérêt néerlandais pour la région se heurte à la résistance des kongsi chinoises qui contrôlent les mines d'or de l'intérieur.
L'expansion de Pontianak, avec l'appui des Néerlandais, est marquée par la prise du sultanat de Sambas dans le nord aux Bugis et la destruction du royaume de Sukadana dans le sud. Pontianak est en concurrence avec l'État pirate de Sambas pour le contrôle des habitants de l'amont des fleuves et des entreprises chinoises (kongsi) qui exploitent les mines d'or et de diamants. Puis les Néerlandais se retirent de Pontianak.

## Population et société

### Langues

Langues de Kalimantan (source : ethnologue.com)

Près de 70 langues vernaculaires sont parlées à Kalimantan. Elles appartiennent à plusieurs rameaux des langues austronésiennes : les langues langues malaïques sur les côtes, les langues dayak au centre, les langues bornéo du Nord au nord-est et d'autres sous-groupes minoritaires.
Comme dans l'ensemble de l'Indonésie, l'indonésien est la seule langue officielle et véhiculaire. Elle est utilisée dans la communication interethnique, l'administration, les médias et l'enseignement.

### Religions
| Religion       | Population | %      |
| -------------- | ---------- | ------ |
| Islam          | 13 566 483 | 78,42% |
| Protestantisme | 1 608 857  | 9,30%  |
| Catholicisme   | 1 573 067  | 9,09%  |
| Bouddhisme     | 335 722    | 1,94%  |
| Hindouisme     | 187 035    | 1,08%  |
| Confucianisme  | 17 376     | 0,10%  |
| Autres         | 11 151     | 0,06%  |
| Total          | 17 299 691 | 100%   |

## Littérature
Kalimantan est le pays de Joseph Conrad, dont de nombreux romans : La folie Almayer, Un paria des îles, Lord Jim et d'autres se passent sur cette partie de Bornéo.